# جايتانايت
جايتانايت (بالبلغارية: Гайтаните)‏ قرية تقع إدارياً ضمن مقاطعة غابروفو في بلغاريا. ويبلغ عدد سكانها 34 نسمة حسب تعداد 15 مارس 2015. تعتمد جايتانايت للبريد على الرمز البريدي 5345.